# جامونت غوردون
جامونت غوردون (بالإنجليزية: Jamont Gordon)‏ مواليد 16 مارس 1987 في ناشفيل، هو لاعب كرة سلة أمريكي. بدأ مسيرته الاحترافية في سنة 2008. يحمل الرقم 44. يبلغ طوله 6 قدم 4 بوصة (1.9 م).

## المسيرة الاحترافية
لعب مع فورتيتودو بولونيا في الدوري الإيطالي في موسم 2008–2009، ثم لعب مع نادي سيبونا لكرة السلة في موسم 2009–2010، ثم لعب مع نادي سسكا موسكو لكرة السلة في الدوري الروسي من سنة 2010 إلى 2012، ثم لعب مع غلطة سراي لكرة السلة في الدوري التركي من سنة 2012 إلى 2014، ثم لعب مع نادي طوفاس الرياضي في سنة 2015، ثم لعب مع نادي بارتيزان لكرة السلة في سنة 2017.

## إحصائيات المسيرة

### الدوري الأوروبي
| السنة   | الفريق                     | لعب | بدأ | دقيقة | ميداني% | ثلاثية | حرة  | ارتداد | صنع | استلاب | تصدي | نقطة | أداء |
| ------- | -------------------------- | --- | --- | ----- | ------- | ------ | ---- | ------ | --- | ------ | ---- | ---- | ---- |
| 2009–10 | نادي سيبونا لكرة السلة     | 15  | 14  | 30.4  | .431    | .314   | .731 | 4.9    | 3.8 | 1.8    | .9   | 13.9 | 16.1 |
| 2010–11 | نادي سسكا موسكو لكرة السلة | 10  | 6   | 26.8  | .480    | .212   | .684 | 4.8    | 3.7 | .9     | .6   | 13.1 | 15.9 |
| 2011–12 | نادي سسكا موسكو لكرة السلة | 21  | 5   | 17.9  | .446    | .348   | .773 | 1.9    | 2.0 | .8     | .2   | 6.7  | 5.8  |
| 2013–14 | غلطة سراي لكرة السلة       | 4   | 4   | 34.2  | .341    | .389   | .909 | 4.3    | 4.5 | .8     | .0   | 11.3 | 14.0 |
| المسيرة |                            | 50  | 29  | 24.7  | .439    | .311   | .739 | 3.6    | 3.1 | 1.1    | .5   | 10.5 | 11.6 |

## روابط خارجية
- جامونت غوردون على موقع الدوري الأوروبي لكرة السلة (الإنجليزية)
- جامونت غوردون على موقع كرة السلة الأوروبية.كوم (الإنجليزية)
- جامونت غوردون على موقع DraftExpress.com (الإنجليزية)
- جامونت غوردون على موقع كلية كرة السلة في سبورتس رفرنس.كوم (الإنجليزية)
- جامونت غوردون على موقع ريلجم (الإنجليزية)
- جامونت غوردون على موقع بروبوليرز (الإنجليزية)
- جامونت غوردون على موقع سبورتس رفرنس (الإنجليزية)